# Chu Shih
Chu Shih o Zhu Shi (translitera 石铸) ( n. 1934 ) es un profesor y botánico chino.

## Algunas publicaciones
- y. Ling, chu Shih. 1983.  Angiospermae, Dicotyledoneae, Compositae (3) Antehmideae. Fl. Rep. Popul. Sin. 76 (1): 135-136

- La abreviatura «C.Shih» se emplea para indicar a Chu Shih como autoridad en la descripción y clasificación científica de los vegetales.[1]